# Sandra Jimeno
Sandra Jimeno es una deportista peruana que compitió en bádminton. Ganó dos medallas de bronce en los Juegos Panamericanos de 2003, en las pruebas individual y dobles.

## Palmarés internacional
| Juegos Panamericanos | Juegos Panamericanos            | Juegos Panamericanos | Juegos Panamericanos |
| Año                  | Lugar                           | Medalla              | Prueba               |
| -------------------- | ------------------------------- | -------------------- | -------------------- |
| 2003                 | Santo Domingo (Rep. Dominicana) | Medalla de bronce    | Individual           |
| 2003                 | Santo Domingo (Rep. Dominicana) | Medalla de bronce    | Dobles               |